# Gynoplistia (Gynoplistia) clavipes
Gynoplistia (Gynoplistia) clavipes is een tweevleugelige uit de familie steltmuggen (Limoniidae). De soort komt voor in het Australaziatisch gebied.